# 576i

دقة تلفزة قياسية الدقة حسب الدولة؛ البلدان التي تستخدم 576i باللون الأزرق.

576i هو وضع فيديو رقمي ذو تعريف قياسي ،  يُستخدم في الأصل لرقمنة التلفزيون التناظري في معظم دول العالم حيث يكون تردد المرافق لتوزيع الطاقة الكهربائية 50 هرتز. نظرًا لارتباطه الوثيق بأنظمة ترميز الألوان القديمة، غالبًا ما يُشار إليه باسم بال أو سيكام عند مقارنته بأنظمة ترميز الألوان الستين هرتز إن تي إس سي - نظيره المرمز بالألوان، 480i .
يحدد 576 دقة رأسية لـ 576 سطرًا، ويحددها i على أنها دقة متداخلة . يتم تضمين معدل المجال، وهو 50 هرتز، أحيانًا عند تحديد وضع الفيديو، أي 576i50 ؛ هناك ملاحظة أخرى، أقرها كل من الاتحاد الدولي للاتصالات في BT.601  وSMPTE في SMPTE 259M ، تتضمن معدل الإطارات، كما في 576i/25 .

## عملية

المسح المتداخل: عرض خطوط المسح الفردية (الأخضر) والزوجية (الحمراء)، وفترات طمس إرجاع الخط (منقط)

في التلفزيون التناظري، تستخدم البيانات النقطية الكاملة 625 سطرًا، مع 49 سطرًا لا تحتوي على محتوى صورة لإتاحة الوقت لدوائر أنبوب أشعة الكاثود لتتبع الإطار التالي . يمكن استخدام هذه الخطوط غير المعروضة لنقل النص التليفزيوني أو الخدمات الأخرى. في المجال الرقمي، يتم أخذ 576 خطًا مرئيًا فقط بعين الاعتبار.
لا تحتوي إشارات التلفزيون التناظرية على وحدات بكسل؛ فهي مستمرة على طول خطوط المسح النقطية، ولكنها محدودة بعرض النطاق الترددي المتاح. يبلغ الحد الأقصى لعرض النطاق الترددي الأساسي حوالي 6 ميغاهيرتز والتي، وفقا لنظرية أخذ العينات، تترجم إلى حوالي 720 بكسل. هذه القيمة كافية لالتقاط جميع المعلومات الأصلية الموجودة. في التطبيقات الرقمية، يكون عدد البكسلات في كل سطر اختيارًا عشوائيًا. تعتبر القيم التي تزيد عن 500 بكسل لكل سطر كافية للحصول على جودة مدركة تعادل التلفزيون التناظري المجاني؛ تسمح أنظمة DVB-T وDVD وDV بقيم أفضل مثل 704 أو 720 (مطابقة الحد الأقصى للدقة النظرية للنظام التناظري الأصلي).
يتم تخزين معلومات الألوان باستخدام مساحة الألوان (بغض النظر عن نظام الألوان PAL أو SECAM الأصلي) مع أخذ عينات بنسبة 4:2:2 واتباع Rec. 601 قياس الألوان

## الاستخدام
اُستُخدم في الأصل لتحويل المصادر التناظرية في استوديوهات التلفزيون، وتم اعتماد هذا القرار في البث الرقمي أو الاستخدام المنزلي. في تطبيقات الفيديو الرقمية، مثل أقراص دي في دي والبث الرقمي، لم يعد تشفير الألوان مهمًا؛ في هذا السياق، 576i يعني فقط
- 576 خطوط الإطار
- 25 إطارًا أو 50 حقلاً في الثانية
- فيديو متداخل
- صوت PCM ( النطاق الأساسي )

يمكن نقل تنسيق الفيديو 576i بواسطة تنسيقات التلفزيون الرقمي الرئيسية، هيئة أنظمة التلفزيون المتطورة، بث فيديو رقمي و ISDB ، وعلى دي في دي، وهو يدعم نسب العرض إلى الارتفاع القياسية 4:3 وصورة بصرية مشوهة 16:9 .